# 어머니들
《어머니들》(스페인어: Madres)은 2021년 공개된 미국의 공포 영화이다. 라이언 재러고자가 연출하고, 아리아나 게라, 테노치 우에르타, 엘피디아 카리요 등이 출연하였다.

## 줄거리
1970년. 첫 아이 출산이 임박한 멕시코계 미국인 커플 베토와 디애나는 캘리포니아주의 한 농촌에 머물게 된다. 디애나는 환영을 보는 등 몸에 이상을 느끼면서 농약과 전해져 내려오는 저주를 원인으로 의심하던 중 이 마을에서는 히스패닉 아이가 태어나지 않는다는 것을 서류로 확인한다.
이는 사실 아구아 프레스카 등에 몰래 불임을 유발하는 약을 타먹인 결과로 드러난다. 디애나는 무사히 건강한 아이를 출산하지만 캘리포니아에서 몰래 불임약을 먹이는 행위는 계속된다. 영화는 인터타이틀을 통해 20세기 미국에서 우생학 운동의 일환으로 여성 64,000명에게 강제로 불임 수술을 시켰으며 1975년 멕시코 이민자 여성들이 한 로스앤젤레스 병원을 상대로 집단 소송을 벌였지만 승소하지 못했다고 밝힌다. 또한 최근에도 조지아주 이민세관단속국(ICE) 시설에서 강제 불임 수술이 이뤄져온 사실이 발각되었다고 전한다.

## 출연
- 테노치 우에르타 - 베토 역
- 엘피디아 카리요 - 아니타 역
- 아리아나 게라 - 디애나(디아나) 역
- 레이철 매도 - 자료 영상